# Monument à Richard Wagner (Berlin)
Le monument à Richard Wagner à Berlin-Tiergarten est une sculpture monumentale par le sculpteur Gustav Eberlein de 1901 à 1903 pour le compositeur Richard Wagner. Il se situe en face de l'ambassade d'Inde dans la Tiergartenstraße (de).
Le commanditaire du monument près de la Luiseninsel est le producteur de cosmétiques Ludwig Leichner (de).
Gustav Eberlein, accompagné de Reinhold Begas, l'un des représentants les plus importants du wilhelminisme et l'un des sculpteurs des personnages de la Siegesallee, remporte le concours du monument en 1901, auquel le sculpteur Hermann Hidding (de) avait notamment participé.

## Description
Sur le large base se dresse le socle néo-roman trapu qui porte l'inscription Richard Wagner. La silhouette de 2,7 m de haut de Richard Wagner trône sur une chaise, probablement au moment de l'inspiration. La main gauche repose - peut-être à tâtons - pour des tonalités - sur le bras de la chaise, tandis que la droite d'un poing appuie un tas de partitions. Les figures de ses œuvres entourent le piédestal du compositeur, éclipsé dans le sens du temps par le héros spirituel. Wolfram von Eschenbach de l'opéra Tannhäuser présente la lyre à gauche, allégorie de la puissance de l'Empire allemand. La couronne de laurier et la branche de chêne à son pied droit indiquent la gloire éternelle. La branche de chêne peut également être considérée comme une référence au chêne "arbre national allemand" et donc comme un symbole national.
Du côté est, Tannhäuser a une robe de pèlerin et, du côté opposé, Kriemhild pleure Siegfried gisant mort devant elle, deux personnages de la tétralogie de l'opéra de Wagner L'Anneau du Nibelung. Également au cœur du monument figurent Alberich, qui embrasse le trésor des Nibelungen (de) avec ses bras, et l'une des filles du Rhin, qui se moque de manière taquine dans la barbe d'Alberich. Gustav Eberlein utilise du marbre pentélique pour le monument et pour la fondation.

## Histoire

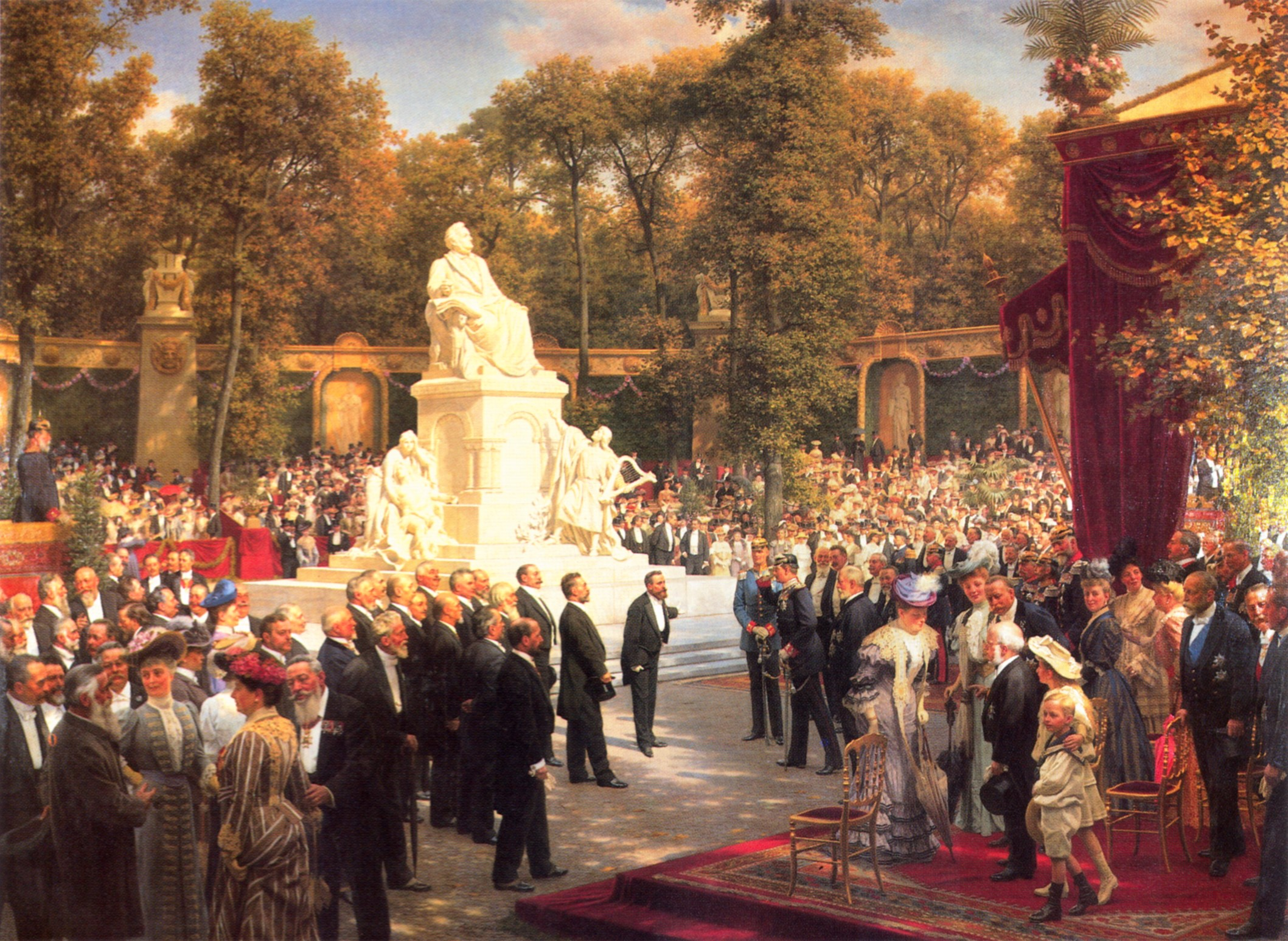
Anton Werner, L'Inauguration du monument à Richard Wagner, 1903-1908

L'inauguration du monument le 1er octobre 1903, événement en présence du prince impérial Eitel-Frédéric de Prusse, fait l'objet d'une commande de Ludwig Leichner au peintre d'histoire Anton von Werner pour une peinture à l'huile achevée en 1908. Au centre de l'image, le prince en uniforme de parade accueille Ludwig Leichner, accompagné à droite par Gustav Eberlein. Derrière eux, un groupe d'artistes berlinois, dont le sculpteur Peter Breuer (de), l'architecte Hermann Ende et le peintre Ludwig Knaus. En bas à gauche du tableau, le peintre représente la scène. Son profil tourné vers la gauche est clairement visible au milieu d'un groupe. Le peintre Adolph Menzel prononce l'un des discours de cérémonie.
La Seconde Guerre mondiale ne cause pas de dommages majeurs. Cependant, les conditions météorologiques et le vandalisme rendent nécessaires des mesures pour sauver le monument de Berlin-Ouest au début des années 1980. L'état désolé du marbre et l’immense périmètre du monument empêchent la préservation du monument original et son remplacement par une réplique. D'une part, il y a le risque que la pierre s'effondre tout simplement lors de la mise en œuvre, d'autre part au musée lapidaire (de), le dépôt habituel, il n'y a pas de place disponible. En 1987, l'architecte Marianne Wagner dote le monument d'une toiture de protection, construite en acier et se présentant sous la forme d'une voûte de tonneau recouverte de plexiglas. Un revêtement de cire protège également la pierre des intempéries.